# Бийи (лунный кратер)
Кратер Бийи (лат. Billy), не путать с кратером Байи (лат. Bailly), — ударный кратер на южной окраине Океана Бурь на видимой стороне Луны. Название дано в честь французского иезуита и математика Жака де Билли (1602—1679); утверждено Международным астрономическим союзом в 1935 г. Образование кратера относится к нектарскому периоду.

## Описание кратера
Ближайшими соседями кратера являются кратер Ханстен на северо-западе и кратер Летронн на востоке-северо-востоке. На юго-западе от кратера располагается борозда Бийи, на севере пик Ханстена. Селенографические координаты центра кратера — 13°50′ ю. ш. 50°14′ з. д. / 13,83° ю. ш. 50,24° з. д., диаметр — 45,6 км, глубина — 1290 м.
Вал кратера узкий, с тонким внутренним склоном. В южной части вала находится узкий разлом. Высота вала над окружающей местностью составляет 1080 м. Дно чаши кратера заполнено базальтовой лавой и имеет значительно более низкое альбедо, чем окружающая местность, отмечено несколькими мелкими кратерами. В чаше кратера есть центральный пик высотой 1080 м, объем кратера — около 1600 км3. На юго-востоке кратер примыкает к гористой материковой местности. Дно чаши кратера имеет яркость 1½° по таблице яркостей Шретера.

## Сателлитные кратеры
| Бийи | Координаты                                            | Диаметр, км |
| ---- | ----------------------------------------------------- | ----------- |
| A    | 14°20′ ю. ш. 46°20′ з. д. / 14,34° ю. ш. 46,34° з. д. | 7,3         |
| B    | 12°12′ ю. ш. 47°40′ з. д. / 12,20° ю. ш. 47,67° з. д. | 20,8        |
| C    | 16°05′ ю. ш. 49°08′ з. д. / 16,08° ю. ш. 49,14° з. д. | 5,6         |
| D    | 14°52′ ю. ш. 48°23′ з. д. / 14,86° ю. ш. 48,39° з. д. | 10,9        |
| E    | 14°58′ ю. ш. 49°49′ з. д. / 14,97° ю. ш. 49,81° з. д. | 2,6         |
| H    | 15°39′ ю. ш. 49°50′ з. д. / 15,65° ю. ш. 49,84° з. д. | 3,3         |
| K    | 12°58′ ю. ш. 48°52′ з. д. / 12,97° ю. ш. 48,86° з. д. | 4,2         |